# 傅鼎铨
傅鼎銓（1610年—1651年），字維源，號聿庵，後改號復庵。江西金溪人，明末清初政治人物。

## 生平
二十歲補弟子員，與揭重熙友好。樂於行善，修建學校，鄉里敬之。崇禎十三年（1640年）成進士，授翰林检讨。明亡後，投奔南明唐王，赴贛州。夏一鶚擊傅鼎銓，鼎銓逃入福建，不久被俘，不屈而死。